# 步枪

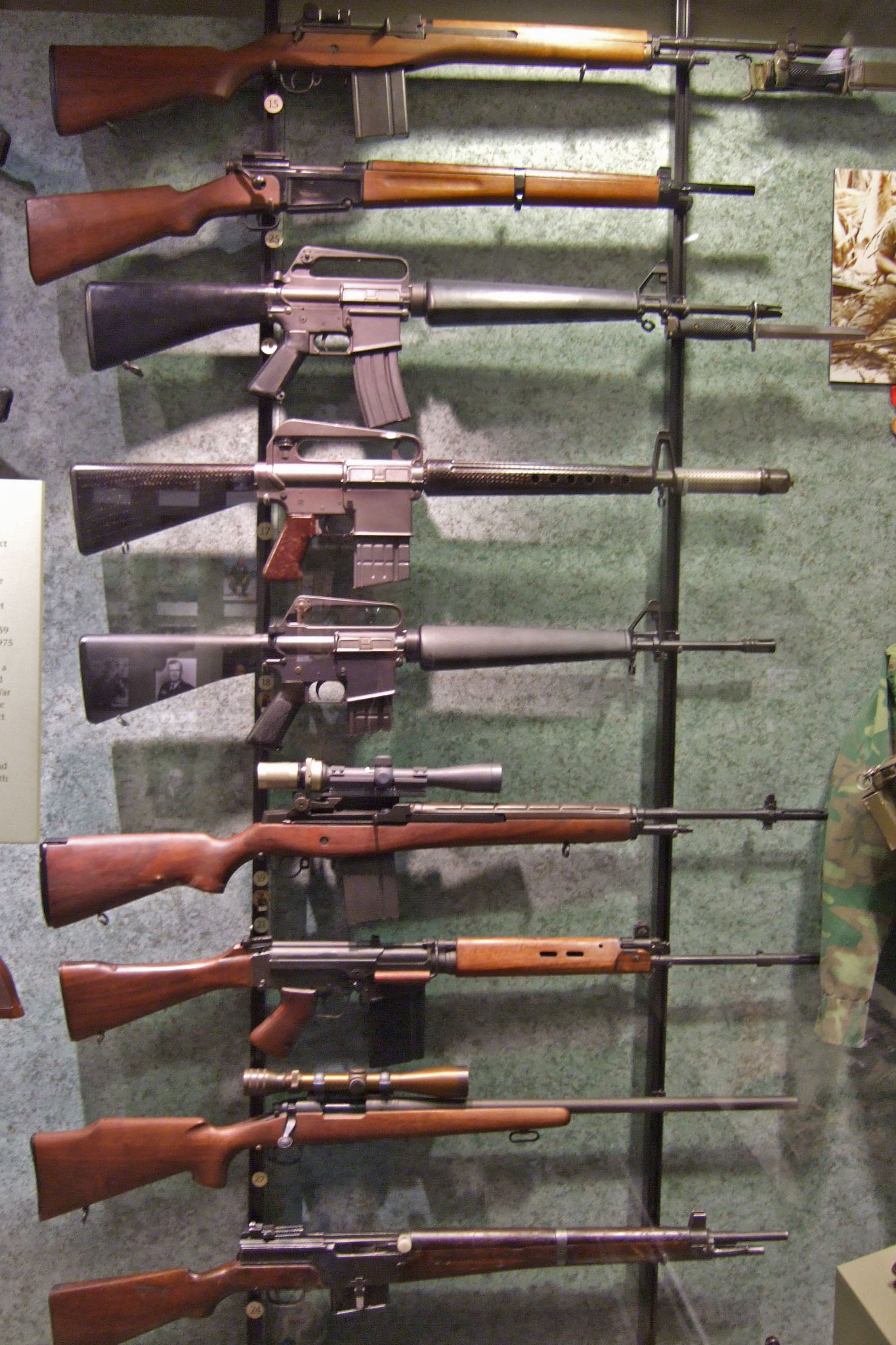
越南戰爭期間美軍裝備的不同型號的自動、半自動步槍。

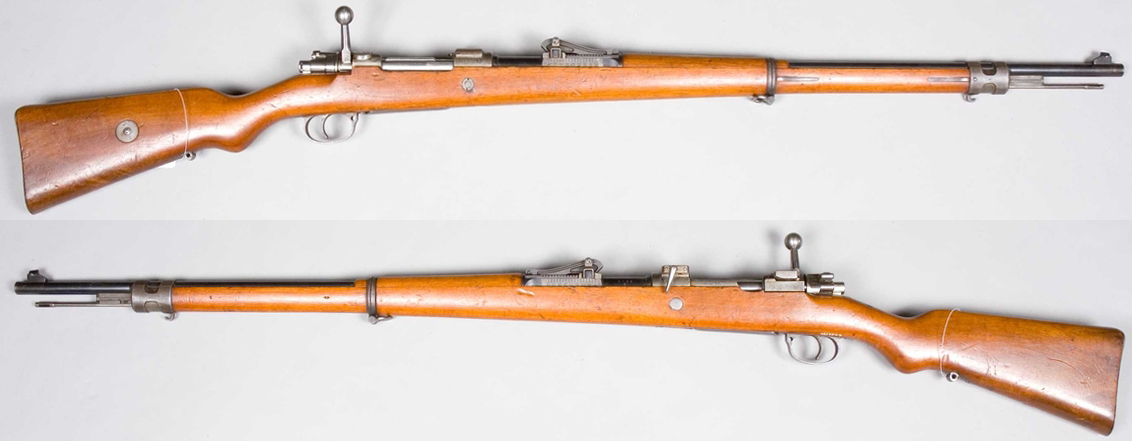
毛瑟1898式栓动步枪

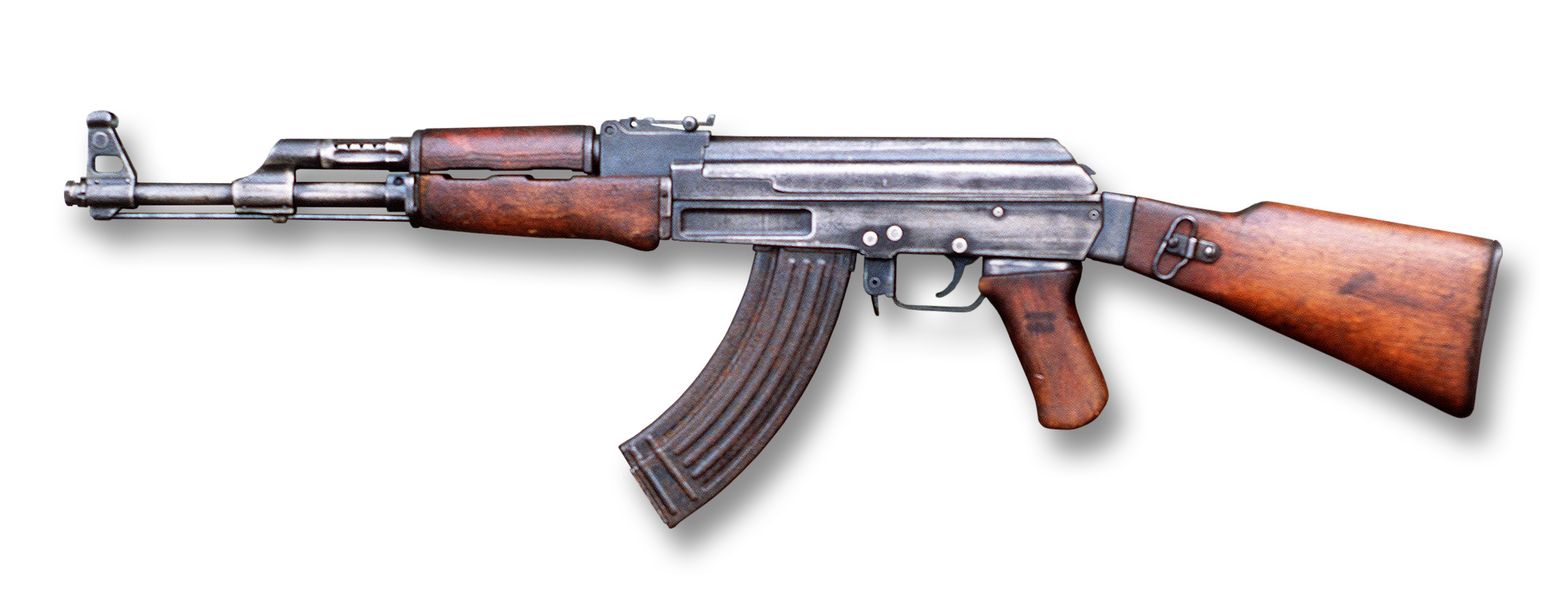
AK-47突击步枪

步枪，或称为步鎗、步铳、步兵铳，廣義上是指設計給步兵使用的长管枪械，“步枪”或“步兵铳”的称呼主要是中文和日语专有。现今多指追求精准射击的后装线膛枪，即来复枪——泛指枪膛内壁锻有膛线、配有用于抵肩射击的枪托與較長枪管的单兵轻武器，且发射威力远大于手枪弹的步枪弹。
步槍的演進為：
- 滑膛枪（musket）：大多為無膛線、前裝式、發射球型彈丸，十八世纪时欧洲士兵使用的标准武装。
- 线膛铳（rifled musket）：發射米尼彈，十九世纪中期的主流步枪，制造时是滑膛铳，之后再改造出膛线。后来也指从一开始就设计有线膛的前装火铳。
- 线膛枪/（rifled）：早期是前膛枪，后期至今是后膛枪。至十九世纪出现了可以旋转稳定的米尼弹（Minié ball）之后，从制造时就锻有膛线的枪械才成为主流。

英文“rifle”一词来源于古法语的动词rifler（“刻划”，现代法语是érafler）和更早的古高地德语riffilôn，之后转化为中古英语的动词，意思是“（用工具）刮切出划痕”。线膛枪发明后因为当时的膛线制造工艺是钩切法，因此被称作“rifled gun”，之后简化为单独的名词“rifle”。
步枪的有效射程根据枪械种类和应用需求会在300米和1000米以上之间有所不同，可以配备瞄具、激光、手电、脚架等战术配件，也可装配刺刀进行近身格斗。有的步枪还可以发射枪榴弹和穿甲弹，具有一定的面杀伤和反装甲的能力。

## 彈藥
虽然有少部分卡宾步枪（比如贝瑞塔Cx4 Storm和Kel-Tec SUB-2000）发射手槍子彈，一般现代步枪都是使用专用的步槍子彈。步枪子弹的典型特征是整个外形较大，但弹头口径一般较小，弹壳较长较粗且呈瓶状。步枪弹使用较粗颗粒的发射药以延长燃烧时间，可以在较长的枪管中完全燃烧而减轻后坐力，枪口动能一般在上千焦耳以上，初速在600至1,000 m/s（2,000至3,300 ft/s）的级别，威力比手枪弹大得多，可以在数百米外击中并杀伤包括人类在内的大型动物。

## 现代分类

### 发射动力
- 火器步枪：也称火药步枪（powder rifle），利用推进药快速氧化燃烧的化学反应产生的高温高压气体推进抛射物
  - 黑火药（black powder），通常都是前膛枪
  - 无烟火药（smokeless powder），比如线状无烟药和硝化纤维
- 气步枪（air rifle）：使用物理手段加压的空气或其他气体推进发射物
  - 弹簧活塞式气步枪（spring-piston air rifle）：简称弹簧枪（spring gun），使用内部弹簧的弹性势能驱动活塞气泵为空气进行机械加压。
    - 机械弹簧（mechanical spring）：最常见的传统设计，主要是涂抹了润滑脂的钢制螺旋弹簧（coil spring）
    - 气弹簧（gas spring）：取代传统的机械弹簧，优点是低温环境下性能更稳定，而且侧向振动低

  - 气动式气步枪（pneumatic air rifle）：用阀门控制排放压缩气体发射枪弹
    - 内置气源：使用内置在枪体内的气仓储蓄压缩气体
      - 泵压气式（pump pneumatic）：枪体自带打气筒，通常用压杆的方式给内置气仓加压，每次加压后可射击一次
      - 预充气式（pre-charged pneumatic，简称PCP）：使用外部气源（比如潜水气瓶或空气压缩机）提供加压气体（通常是压缩空气，也有时用氮气或氦气），通过导气管预先填充到内置气仓内储蓄后使用，每次充气后可以多次射击，特殊型号可实现半自动射击。
根据枪内是否配有用来控制放气量和气压的调压阀（regulator），PCP气枪还可以分为非调压式（unregulated）和调压式（regulated），而调压式又细分为机械（mechanical）和电子（electronic）两种

    - 外置气源：也称压缩气体步枪（compressed gas rifle，简称CG rifle） ，没有内置气仓，使用可拆卸或外部连接的压缩气体气源，可以实现半自动甚至全自动射击
      - 二氧化碳（CO2）：使用可更换的12克或90克的外插式二氧化碳气瓶，是现在最普遍使用的压缩气体步枪
      - 高压空气（high pressure air，简称HPA，也称N2）：使用外插气管的空气压缩机或外置的压缩氮气瓶提供动力，最初是在漆弹枪上使用来解决二氧化碳在低温环境下性能不稳定的问题
      - 气子弹（air cartridge）：枪械不自带气仓，而是依赖外形相似中央底火子弹形状的气瓶，前方嵌有弹粒。在进行射击之前需要预先使用气泵给气子弹加压充气，然后像火器子弹一样被送入膛室。射击时击锤敲击弹壳底部让内部的冲击阀放气将弹粒射出，操作起来和连发火器一样。

### 击发操作方式
火器步枪

单发步枪的枪机分类

- 前膛步枪（muzzle-loading rifle）：最原始的步枪，发射药和抛射物都从枪管前方（枪口）装入。在19世纪中期被后膛枪取代
  - 火绳枪（matchlock）：用缓慢燃烧的火绳先点燃火药池中的引火药，然后通过点火孔点燃枪膛中的火药发射枪弹
  - 簧轮枪（wheellock）：用内置的钢轮摩擦黄铁矿石而产生火花的点燃火药
  - 燧发枪（flintlock）：用装有燧石的击锤击打传火孔旁边的击砧（frizzen）产生火花来发射枪弹
  - 雷管枪（caplock，也称percussion lock）：用击锤撞击装有雷汞的火帽（percussion cap）来点火发射枪弹
- 后膛步枪（breech-loading rifle）：发射药和抛射物从枪管后方的开口（后膛）装入，在19世纪中后期至今的主流步枪
  - 单发步枪（single-shot rifle）：无弹匣，每射击一次后需要重新向枪内装弹一发
    - 单管（single-barrel）
      - 折管步枪（break action rifle）
      - 闩锁步枪（breechblock rifle）
        - 下落闭锁式（falling block）
        - 滚轮闭锁式（rolling block）
        - 翻动闭锁式（hinge block）
        - 倾斜闭锁式（tilting block），也称皮博迪式步枪（Peabody rifle）
        - 螺丝闭锁式（screwed blocke），也称弗格森式步枪（Ferguson rifle）

    - 多管（multi-barrel）
      - 双管步枪（double-barrel rifle）：与折管步枪相似，但有两根独立发射的枪管，分并列式（side-by-side）和立式（over-under）两种类型
      - 复合枪（combination gun）：与单管折管步枪设计相似，但是有至少一根有膛线的步枪管外加一根滑膛的霰弹枪管

  - 连发步枪（repeating rifle，简称repeater）：有弹匣，可以一次向枪内装弹数发后连续多次射击
    - 手动连发步枪（manual repeating rifle）：每打一发后需手动操作枪机进行下一发子弹的上膛，无法仅靠扣动扳机进行持续射击
      - 转轮步枪（revolver rifle）：和转轮手枪设计相似，因为弹巢和枪管间有缝隙漏气而导致无法承受高膛压，只在历史上短暂出现
      - 杆动步枪（lever action rifle）：简称“杆枪”（lever gun），19世纪中后期为西方主流步枪，直到20世纪初被栓动枪取代
      - 泵动步枪（pump action rifle）：简称“泵枪”（pump gun），也称滑动步枪（slide action rifle）
      - 栓动步枪（bolt action rifle）：简称“栓枪”（bolt gun），20世纪初期至二战结束期间世界各国的主流步枪
        - 旋转后拉式（turn bolt）：现今手动步枪的主流设计，主要分毛瑟（Mauser，现今主流）、李-恩菲尔德（Lee-Enfield）和莫辛-纳甘（Mosin-Nagant）三种类型
        - 直拉式（straight pull）：不需要旋转枪栓就能将枪机解锁并后拉，射速通常比旋转后拉式要快。在冬季两项比赛运动中常见（因为有提高射速的需求，而且竞赛通常不允许使用半自动枪），其它情况下较为少见

      - 限制釋放槍機式步枪（bolt-release rifle）：也称控制桿釋放槍機式步枪（lever-release rifle），歐美槍系都有無彈後定功能，限制具有大容量彈匣或彈倉的半自動武器對社會安全的傷害，立法規定某些槍款必須有「限制單發射擊強迫操作手動上膛」功能。美國槍械廠商對此規定推出相關產品，比如讓AR-15槍系在單發射擊後限制槍機座(Bolt Carrier)固定在後，加裝的限制小道具讓槍機卡榫(Bolt Catch)不能如往常一拍釋放槍機座復位推彈上膛，必須使用手動操作讓槍機卡榫釋放，這種小道具叫「Extended Bolt Catch Release」（遲滯釋放槍機卡榫），槍械推出例如「CZ 515 Tactical 」產品。[註 1][2][3][4]运作原理和反冲式枪械一致，但是枪机在被反冲力后推之后会被卡榫阻拦无法自动向前复位，需要使用者手动按下一个扳柄/按钮才能释放枪栓复位并装填下一发子弹。因为在技术层面仍属于手动枪的范畴，所以在一些法律限制半自动武器的国家能够见到。

    - 自动装填步枪（self-loading rifle，简称autoloader）：每打一发后枪机会自动将下一颗子弹上膛（无需手动上膛），同时枪机自动扣簧待发，重复扣动扳机就可以持续射击
      - 半自动步枪（semi-automatic rifle）：扣动扳机后发射单颗子弹，松开扳机让其复位后重新扣动再发射下一颗子弹
        - 前冲式（blow-forward）
        - 反冲式（blowback）
        - 后座操作（recoil operation）
        - 气动操作（gas operation）

      - 自动步枪（automatic rifle）：也称全自动步枪（fully automatic rifle），扣动扳机后不必让其复位就可以持续发射多颗子弹，直到松开扳机或子弹打完为止
        - 选射步枪（selective fire rifle）：可以在全自动、半自动和点射之间随意互换射击模式

气步枪
- 弹簧活塞式
  - 折管式（break barrel）：枪管在与枪体的连接处可以向下弯曲并打开后膛，同时枪管与气泵链接可以充当压扣活塞弹簧的压杆
  - 固定枪管式（fixed barrel）：枪管与枪体固定不可弯曲，需要使用额外装配的压杆来压扣气泵
    - 下压杆式（underlever）：压杆在枪管下方并向下弯曲，是最常见的固定枪管式设计
    - 侧压杆式（sidelever）：压杆在枪体侧方并向侧面弯曲
    - 上压杆式（overlever）：压杆在枪体上方并向上向后弯曲
- 气动式
  - 泵压气式
    - 单次压气式（single-stroke）：也称单泵式（single-pump），只能单次压气，每次输出的压力一致
    - 多次压气式（multi-stroke）：也称多泵式（multi-pump）或变泵式（variable pump），可以多次压气，每次输出的压力根据手动压气次数可以变化

  - 预充气式
    - 手动式：用手动操作枪机的方式压扣击锤，通常为栓动
    - 导气式：利用导气管回收枪管压缩气体来驱动枪机，可进行半自动和全自动射击
- 压缩气体步枪
  - 单发式：每次射击前需要手工装弹并手动压扣枪机
  - 手动连发式：拥有内置弹仓或可拆式弹匣，可以一次装弹后手动操作枪机进行连续射击，有栓动、泵动和杆动三种
  - 反冲式：用压缩气体释放时的反冲作用来驱动枪机，可进行半自动和全自动射击

### 弹药类别
- 火器步枪
  - 散裝彈藥，即粉狀火藥和子彈分開，僅在早期槍械數百年間使用，現在被定裝彈代替，唯部分復古式槍械使用。
  - 定装弹药（cartridge）
    - 纸壳弹（paper cartridge）：最早的定装弹药，已被金属壳弹药取代。
    - 金属壳弹（metallic cartridge）：现代主流的弹药
      - 针式底火（pinfire）：老式弹药，已不再常见
      - 杯式底火（cupfire）：老式弹药，已不再常见
      - 唇式底火（lipfire）：老式弹药，已不再常见
      - 乳头式底火（teatfire）：老式弹药，已不再常见
      - 凸缘底火（rimfire）：主要用于威力较小的小口径枪械，比如.17 HM2和.22 LR
      - 中心底火（centerfire）：现代主流的弹药种类

    - 飞镖弹（flechette）：通常被夹在弹托（sabot）中发射
    - 无壳弹（caseless ammunition）：弹体由固体推进剂制成，射击后充分燃尽无需退壳
- 气步枪
  - 气枪粒弹（air gun pellet）：因为形状通常两头粗中间细，也称“空竹弹”（diabolo pellet）或“蜂腰弹”（wasp waist pellet），发射这类非球形金属弹的气枪通常称为粒丸枪（pellet gun）
    - 块弹（slug pellet）：一种新式的气枪弹，外形与19世纪早中期的米尼弹相似，拥有远高于传统空竹弹的弹道系数。缺点是弹道稳定性完全依赖膛线提供的旋转，而且因为与枪管接触面积大，需要克服的摩擦力也大，加上弹体较重，因而只能在高功率的PCP气枪中使用

  - BB弹（BB shot）：原来的官方称呼是“圆弹丸”（round shot），后来因为美国密歇根州的普利茅斯气步枪公司（现在的雏菊公司）于1888年推出的“菊花BB枪”（Daisy BB Gun）的经久不衰因而得名。通常是镀铜或镀锌的金属球（起初是霰弹枪使用的“BB”尺寸鸟弹铅珠，现今多为类似轴承滚珠的钢珠），发射这类球形金属弹的气枪通常称为BB枪（BB gun）
  - 飞镖弹（flechette）：形状类似吹箭，发射镖弹的气枪称为镖弹枪（flechette gun，或称dart gun）或针击枪（needlegun），如果弹内含有麻醉剂则称为麻醉枪（tranquilizer gun）
  - 箭矢（arrow、bolt）：用特制的预充气枪发射，这种气枪也称箭矢枪（arrow gun）或气弩（airbow）

### 用途
- 民用步槍（civilian rifle）
  - 狩猎步枪（hunting rifle）：通常枪管较短较轻，装配大口径弹药，适合中近距离追踪射杀大型目标，比如游猎火鸡、驼鹿、野牛、熊等野生动物
  - 剿猎步枪（varmint rifle）：通常枪管较长较重，装配小口径弹药，适合长距离定点射杀中小型目标，比如剿杀麻雀、乌鸦等农业害鸟和野兔、土拨鼠、狐狸、郊狼、野猪等农牧业害兽
  - 运动步枪（sporting rifle）：通常追求轻便简单，主要用于各种非正式的射击活动，包括针对中型野生动物的狩猎和休闲打靶
    - 现代运动步枪（modern sporting rifle）：2009年至今美国国家射击运动基金会（NSSF）对来打猎与打靶的民用半自动步枪的称呼

  - 打靶步枪（target rifle）：也称竞赛步枪（match rifle），主要用于正式的射击运动
    - 平台步枪（benchrest rifle）：泛指所有设计利用平台上的枪架为依托进行极致精确射击运动的步枪
- 警用步槍（police rifle），也称巡逻步枪（patrol rifle）、战术步枪（tactical rifle）
- 軍用步槍（military rifle），也称制式步枪（service rifle）

### 战术功能
- 战斗步枪（battle rifle）
- 卡宾枪（carbine）
- 侦查步枪（scout rifle）
- 个人防卫武器（personal defense weapon），有时也称“冲锋卡宾枪”（submachine carbine）
- 突击步枪（assault rifle）
- 精确射手步枪（designated marksman rifle）
- 狙击步枪（sniper rifle）
- 反坦克步枪（anti-tank rifle）
- 反器材步槍（anti-material rifle）

## 註解
1. ↑  在YouTube用相關字去找「bolt-release rifle」、「lever-release rifle」，「CZ 515 Tactical」，就能理解

## 外部連結
- Friedrich Engels, "On Rifled Cannon", articles from the New York Tribune, April, May and June, 1860, reprinted in Military Affairs 21, no. 4 (Winter 1957) ed. Morton Borden, 193-198.